# Оклад (Псковский район)
Оклад — деревня в Карамышевской волости Псковского района Псковской области России.
Расположена в 8 км к юго-западу от села Карамышево и в 25 км к востоку от центра города Пскова.
Численность населения деревни по состоянию на 2000 год составляла 6 человек.